# Blood and Bone
(Isaiah Bone / Michael Jai White rivolto a JC / Kimbo Slice)

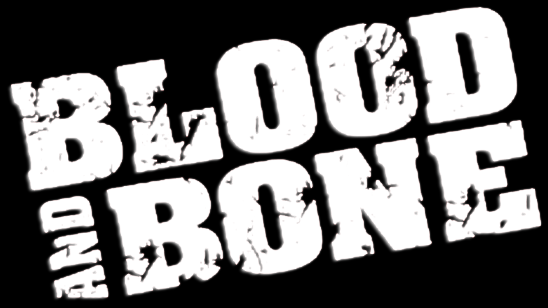

Blood and Bone (Blood and Bone) è un film direct-to-video del 2009 diretto da Ben Ramsey. Il film ha come protagonisti Michael Jai White, Eamonn Walker e Julian Sands, e include l'artista marziale Matt Mullins, l'ex wrestler professionista Ernest "The Cat" Miller, i lottatori MMA Bob Sapp, Kimbo Slice, Maurice Smith e Gina Carano e l'ex bodybuilder professionista Melvin Anthony.

## Trama
Isaiah Bone è un detenuto che esce di prigione per mantenere la promessa fatta all'amico Danny prima che quest'ultimo morisse, ovvero prendersi cura di sua moglie. Ma Bone dovrà affrontare una serie di combattimenti che porteranno alla libertà Angela, la moglie di Danny, e tutti i suoi amici.

## Accoglienza

### Critica
Kam Williams di News Blaze ha dato un punteggio di 2,5 stelle su 4, definendolo un "affare splatter decente e low-budget per persone a cui interessano più il numero di persone sconfitte e mosse di arti marziali ben orchestrate rispetto alla coerenza della storia. Michael Jai White dimostra in questo film che merita considerazione in futuro come star d'azione al livello di Vin Diesel o Sylvester Stallone".

## Cast
Nel film recita anche Robert Wall (L'urlo di Chen terrorizza l'occidente e I 3 dell'operazione drago), ha lo stesso nome O'hara de i 3 dell'operazione Drago;